# لونی مک
لونی مک (انگلیسی: Lonnie Mack; ۱۸ ژوئیهٔ ۱۹۴۱ – ۲۱ آوریل ۲۰۱۶) موسیقی‌دان اهل ایالات متحده آمریکا بود. وی بین سال‌های ۱۹۵۴ تا ۲۰۰۴ میلادی فعالیت می‌کرد.